# Shannon Malseed
Shannon Malseed (* 27. Dezember 1994 in Narrawong) ist eine ehemalige australische Radsportlerin.

## Sportliche Laufbahn
Shannon Malseed begann ihre sportliche Laufbahn als Schwimmerin und wechselte anschließend zum Triathlon. Dabei zeigte sich, dass das Radfahren ihre stärkste Einzeldisziplin war. Nachdem sie mehrere Radrennen absolviert hatte, wurde 2013 das Holden Women’s Cycling Team  auf sie aufmerksam, das sie verpflichtete.
2015 wurde Shannon Malseed australische U23-Meisterin im Kriterium. Im Jahr darauf gewann sie das Straßenrennen bei den Ozeanienmeisterschaften. 2017 errang sie Silber im Straßenrennen der Ozeanienmeisterschaften und wurde erneut Kriteriumsmeisterin der U23.
2018 wechselte Malseed zum US-amerikanischen UCI Women’s Team TIBCO-Silicon Valley Bank. Im selben Jahr wurde sie in ihrem Wohnort Ballarat australische Meisterin im Straßenrennen der Elite. Damit qualifizierte sie sich auch für die Teilnahme an den Commonwealth Games im April 2018 im australischen Gold Coast, wo sie Straßenrennen Platz 24 belegte. Ende der Saison 2020 beendete sie ihre Radsportlaufbahn.

## Erfolge
2015
- Australische U23-Meisterin – Kriterium

2016
- Ozeanienmeisterin – Straßenrennen

2017
- Ozeanienmeisterschaft – Straßenrennen
- Australische U23-Meisterin – Kriterium

2018
- Australische Meisterin – Straßenrennen

2019
- eine Etappe Joe Martin Stage Race

## Teams
- 2018 TIBCO-SVB
- 2019 TIBCO-SVB
- 2020 TIBCO-SVB